# Pierre Olivier (peintre)
Pour les articles homonymes, voir Olivier (homonymie) et Pierre Olivier.
Pour le directeur de l'école des Beaux-arts d'Alger, voir Pierre Oliver.
Pierre Olivier (né le 24 octobre 1928 à Lille, où il est décédé le 26 février 2018) est un peintre français.

## Biographie
Pierre Olivier entre après la Seconde Guerre mondiale à l'école des beaux-arts de Lille et se destine au stylisme de mode mais la peinture prend ses marques très rapidement.
Après ses études, il entre dans un atelier parisien de création textile. C'est là qu'il réalise des foulards ensuite pour Schiaparelli et Fath (en) etc., et en même temps mène sa vie de peintre.
Il obtient le prix Casa de Velázquez à Madrid où il reste deux ans, puis Milan puis retour à Paris.
En 1957, il participe au mouvement de L'Atelier de la Monnaie. En 1958, le palais des beaux-arts de Lille lui consacre une exposition personnelle. Il vit entre le « Paris de Saint-Germain des Près », Lille et la Somme, où il tombe littéralement amoureux de Dame Nature, et en particulier des arbres. En 1970, il retourne dans sa ville natale, Lille, ou il réside jusqu'à sa mort.

## Œuvre
Dès les années 1950, Pierre Olivier réalise une peinture politique qui va dans un premier temps critiquer le régime franquiste, puis dans les années 1960, dans la série American Way of Life, l'hégémonie américaine au Viêt Nam avec des œuvres comme L'entrée du Christ à Hanoï.
Ensuite Pierre Olivier s'est intéressé a la nature, principalement les trouées dans les arbres. Tout au long de sa vie artistique, il a travaillé successivement la peinture sur différents supports : tissus maculés, papier écrasés...
Il a effectué un travail entre « hasard » et « volonté » où les fonds sont traités de manière fractale. Plus simplement la matière prend une forme donnée par une action mécanique sur celle-ci : pliage, écrasement, déchirure, etc. Et partant de ce premier résultat de « hasard » il imprime un regard que l'on peut qualifier de « volonté » grâce à son intervention picturale.

## Collections publiques
- Musée des Beaux Arts de Lille
- Musée national d'Art Moderne de Paris
- Musée  de Tourcoing
- C.N.A.C de Paris
- Musée d'Art Moderne de Villeneuve d'Ascq
- Musée Edouard Champion Le Touquet
- Hôtel de ville de Lille
- Musée de Boulogne s/mer
- Musée d'Art et d'Industrie de Roubaix (La Piscine)

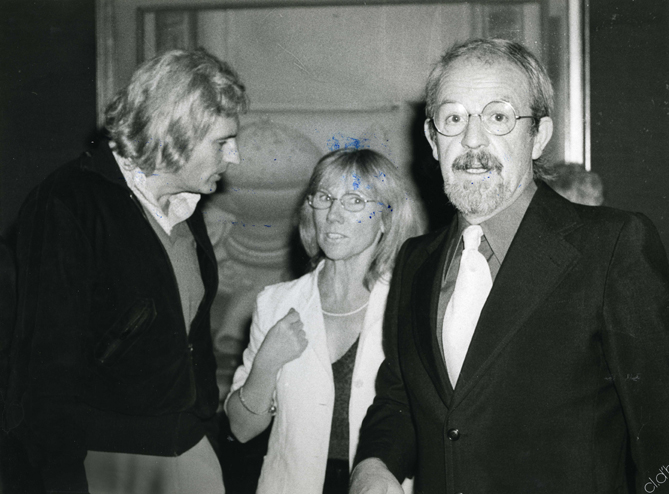
Peter Klasen, Jacqueline Storme et Pierre Olivier

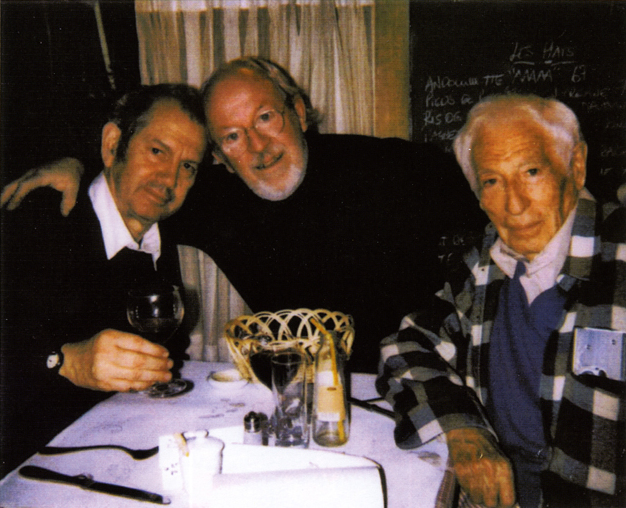
Ben Vautier, Pierre Olivier, André Verdet

- Musée du Louvre Lens

## Principales expositions personnelles
- 1953 : Galerie Palmes - Paris / Galerie Paul Morihien - Paris
- 1955 : Galerie J.Fillon - Paris
- 1957 : Galerie Alfid - Madrid
- 1958 : Musée des Beaux Arts -Lille
- 1962 : Galerie Renar - Roubaix
- 1963 : château d'Ancy Le Franc
- 1964 : Galerie P.Domec - Paris
- 1975 : Galerie Jacqueline Storme - Lille
- 1980 : Galerie Jacqueline Storme - Lille
- 1987 : Centre culturel de Boulogne s/mer (Fort Haiveur) / Centre d'Art contemporain de Rouen (Fort Haiveur) / Galerie l'atelier 56 - Tournai (Belgique)
- 1989 : Maison de la culture de Créteil - rétrospective - 30 ans de peinture / Foire Linéart - Gand
- 1991 : Galerie Pascal Polar, Bruxelles / Galerie Analix, Genève / Galerie Jacqueline Storme - Lille
- 1992 : Musée d’Art contemporain - Dunkerque / Musée “ Hospice Comtesse ” - Lille / Galerie Dewitte - Bruges / Galerie Chouchanne - Paris
- 1993 : Château de Boulogne s/mer
- 1994 : Chapelle des Pénitents Blancs, Vence / Galerie Frédéric Storme, Lille
- 1995 : Salon International d'Art Contemporain, Strasbourg / Galerie de l'Atelier 2, « Ferme Saint-Sauveur », Villeneuve d'Ascq
- 1996 : Galerie Labisse, Scène Nationale de l'Hippodrome de Douai
- 1997 : « Serge Plagnol choisit quatre artistes, Galerie de la Gare, Bonnieux / Invité d'honneur de la sélection française au 29e Festival International de peinture :« Dans la Lumière de Renoir », Cagnes s/ Mer
- 1998 : Galerie Frédéric Storme, Lille / Foire d'art contemporain, Start 98, Strasbourg
- 1999 : Musée d'Art et d'Industrie, Roubaix / Start 99, Strasbourg / Galerie Jacqueline Storme / Exposition d'inauguration de l'hôtel « Clarine », Lille
- 2000 : Galerie Frédéric Storme, Lille / Illustrations des imprécations de Jacques Imbert pour le livre d'artistes (70 exemplaires signés) « Couloirs » aux éditions C Lignes
- 2001 : Les Turbineurs galerie Frédéric Storme - Lille
- 2003 : ArtParis / Galerie Frédéric Storme - Paris
- 2004 : Galerie municipale Julio Gonzales - Arcueil / L’Hermitage Gantois - Lille / Galerie Jacqueline Storme - Lille / Galerie Frédéric Storme - Lille / La plus petite galerie du monde - Roubaix / ArtEven - Lille
- 2007 : Galerie Frédéric Storme, Lille / "Les années 1960"
- 2008 : Exposition à la Piscine de Roubaix
- 2009 : Exposition a la Galerie Frédéric Storme - Lille
- 2010 : Musée de Lille / Hospice contesse - Lille
- 2011 : Ancienne écurie - Musée de Roncq